# 早坂ひとみ
早坂 ひとみ（はやさか ひとみ、1982年6月28日 - ）は、日本の元AV女優、起業家、タレント。神奈川県横浜市出身。

## 経歴
新宿でスカウトされ、2001年にマックス・エー専属で『hit-mi-x』でAVデビュー。同年12月、X-CITY アダルトビデオグランプリ最優秀新人賞に選ばれた。サイパン島で行う予定のロケがアメリカ同時多発テロ事件の影響で横浜市のスタジオに変更となる経験も味わった。
2002年下半期より宇宙企画、クリスタル映像の作品に出演。2003年にミリオン（ケイ・エム・プロデュース）専属女優「ミリオンガールズ2003」（及川奈央、紋舞らん、早坂ひとみ、神谷沙織、長谷川瞳の5人）の一員となった。3月には小沢菜穂、COCOLO、神谷沙織、伊東怜 、なつきと共に音楽ユニットを結成し『P.I.N』を出し、神谷が作詞した『It's fine day』をソロで歌っている。
2003年10月より桃太郎映像出版専属女優になったのち、同年末にいったん引退したが翌2004年にミリオンに復帰、及川奈央と共に戦略立案にも参加する「ミリオンエグゼクティブ」になり『裏・早坂ひとみ2』で復活した。この年出演した『コスプレスーパースター完全版 早坂ひとみ』は2004年ミリオンアカデミー優秀賞に選ばれた。
2005年初めには新しく立ち上げられたレアル・ワークスの看板女優の1人となり同社から『レアル 早坂ひとみ』をリリースした。そして大親友である小沢菜穂と『ミリオンスペシャル ベストフレンド 3 完全版』、『小沢菜穂と早坂ひとみのダブルドリームスーパースペシャル』などで共演を果たした。この年の日本アダルト放送大賞の女優大賞にノミネートされた。またこの年2月にはゆうばり国際ファンタスティック映画祭に出品された『シベリア超特急・番外編「欲望列車」/チカンはイカン』にも出演した。
2006年にはレアル・ワークスからの引退カウントダウン作品7作に出演した。これらの作品では前後2穴挿入、100発ぶっかけ、緊縛などを行った。同年7月30日のイベントをもってAV女優を完全引退。同年11月に女優・タレントなどを育成するプロダクション「RIZE-Cubic」を設立した。
2007年5月にはミリオンドリーム2007前編 ミリ商、痴女-1グランプリに出場! （彼女のセックスシーンはなし）に出演した。
2008年、3月に松村克弥監督作品の『ダーク・ラブ〜Rape〜』に、6月には東映から発売された『秘密潜入捜査官　ワイルドキャッツ in ストリップ ロワイアル』に出演した。
2008年12月、六本木にキャバクラ「Club@virgin」を小沢菜穂や紅音ほたるらとプロデュースした。
六本木の「hinaka」というラウンジバーのオーナーを務め、AV女優専門プロダクション「ライズ・キュービック」を経営しながら、タレント活動を行っている（脱ぎ仕事はなし）。のちに事務所経営、飲食経営は他者に権利を譲っている。
2025年にデビュー25周年イベント開催。

## 人物
趣味は、クラシックバレエ。特技は、語学（英検準2級）。飼っている犬は映夢（エム）（ヨークシャー・テリア・オス）とプリン（プーちゃん）（マルチーズ・メス）。同じAV女優だった小沢菜穂、松島かえでとは大親友である。
AV女優時代は作品1本100万円に加え、その他芸能活動で100万円を超える収入があった。

## 出演

### アダルトビデオ
2001年
- hit-mi-x（7月27日、マックス・エー）※デビュー作
- 瞬きしないで…（8月28日、マックス・エー）
- Dear hitomi（9月28日、マックス・エー）
- 淫口（10月30日、マックス・エー）
- 碧い想い出（11月30日、マックス・エー）
- 妹の秘密（12月28日、マックス・エー）

2002年
- Hi（1月22日、マックス・エー）
- ハッピィ〜（2月21日、マックス・エー）
- スプラッシュ（3月22日、マックス・エー）
- 蜜月（4月23日、マックス・エー）
- Brand New Day（5月21日、マックス・エー）
- VERY BEST OF MILLION 及川奈央 早坂ひとみ 神谷沙織 長谷川瞳 紋舞らん ほか（6月14日、ケイ・エム・プロデュース MILD-24）※20作品を編集したベスト盤
- コスプレ召使い（6月27日、クリスタル映像）
- 早坂ひとみのねぇ、Hしよっ★（7月18日、クリスタル映像）
- GOGO ハレンチ娘（8月24日、クリスタル映像）
- Ｍ女玩具（9月12日、クリスタル映像）
- feel（10月10日、クリスタル映像）
- いたずらな魔法使い（11月16日、クリスタル映像）
- 尻姫（12月15日、宇宙企画（メディアステーション））

2003年
- 堕天使 X（1月13日、宇宙企画）
- VERY BEST OF Million 2 神谷沙織 早坂ひとみ 長谷川瞳 紋舞らん 及川奈央（1月15日、ケイ・エム・プロデュース MILD-050）全5名
- ベストフレンド完全版（2月21日、ケイ・エム・プロデュース）[19]
- ウルトラ・ミックス（2月28日、宇宙企画）
- PIN（3月25日、ヴェガファクトリー）
- もしも早坂ひとみが僕のペットだったら…完全版（3月28日、ケイ・エム・プロデュース）[19]
- 裏早坂ひとみ完全版（4月18日、ケイ・エム・プロデュース）[19]
- 早坂ひとみ4時間（5月16日、ケイ・エム・プロデュース）[19]
- 完全なるイカセ4時間 及川奈央 長谷川瞳 神谷沙織 早坂ひとみ 紋舞らん（6月20日、ケイ・エム・プロデュース MILP-002）全5名 [19]
- ミリオンガールズのマジカルミステリーツアー完全版 及川奈央 長谷川瞳 神谷沙織 早坂ひとみ 紋舞らん（7月25日、ケイ・エム・プロデュース MILD-084）全5名 [19]
- 24人のカリスマアイドル3（7月25日、ケイ・エム・プロデュース）[19]
- VERY BEST OF Million 3（8月22日、ケイ・エム・プロデュース MILD-087）全9名
- 大人は判ってくれない2003完全版（8月29日、ケイ・エム・プロデュース）[19]
- from・heart6（10月24日、桃太郎映像出版）
- ビージーン97（11月7日、桃太郎映像出版）
- マイプレイシング7（12月5日、桃太郎映像出版）
- レズ狂乱！ひとみハメ撮りデビュー（12月26日、桃太郎映像出版）
- ピーチピクチャーズ（12月26日、桃太郎映像出版）
- 4P乱交！ひとみのソープテクニック（12月26日、桃太郎映像出版）
- 蒼い淫惑さよなら…（12月26日、桃太郎映像出版）

2004年
- ひとりエッチ（1月23日、桃太郎映像出版）オムニバス作品
- VERY BEST OF 早坂ひとみ 完全版（3月19日、ケイ・エム・プロデュース）[19]
- 裏・早坂ひとみ2 完全版（3月26日、ケイ・エム・プロデュース）[19]
- もしも早坂ひとみが僕の彼女だったら… ひとみと温泉でしっぽりしようよ 完全版（4月23日、ケイ・エム・プロデュース）[19]
- 完全撮りおろしスーパースター4時間SPECIAL（4月23日、ケイ・エム・プロデュース）オムニバス作品 [19]
- ベリーベストオブ million VOL.5（5月8日、ケイ・エム・プロデュース MILV-102）全6名
- 新妻の値段 完全版（5月28日、ケイ・エム・プロデュース）[19]
- 早坂ひとみの超高級癒し系スリッとまるッとおもてなしソープランド（6月18日、ケイ・エム・プロデュース）[19]
- 三姉妹物語 完全版（6月25日、ケイ・エム・プロデュース）[19]
- 早坂ひとみ 8時間（7月23日、ケイ・エム・プロデュース）[19]
- 今、早坂ひとみがスゴイ! 完全版（7月23日、ケイ・エム・プロデュース）[19]
- コスプレスーパースター 完全版（8月27日、ケイ・エム・プロデュース）[19]
- カワイイコスプレ（9月17日、ケイ・エム・プロデュース）[19]
- もしも早坂ひとみが僕の彼女だったら…2 完全版 ひとみと新婚旅行にいこうよ!　（2004年10月22日、ケイ・エム・プロデュース）[19]
- 一度だけサセろや!!･2（11月12日、桃太郎映像出版）オムニバス作品
- 天使の復讐 完全版（11月19日、ケイ・エム・プロデュース）[19]
- 兄貴の嫁さん2 完全版（12月24日、ケイ・エム・プロデュース）[19]
- 24人のカリスマアイドル4 （12月24日、ケイ・エム・プロデュース）オムニバス作品[19]

2005年
- ひとりエッチ＋（1月21日、桃太郎映像出版）
- レアル（1月21日、レアル・ワークス）[20]
- 愛あるSEX 完全版（1月28日、ケイ・エム・プロデュース）[19]
- 責め痴女　（2月18日、レアル・ワークス）[20]
- 釈・コス（2月25日、ケイ・エム・プロデュース）[19]
- 猥褻フェラチオ（3月18日、レアル・ワークス） [20]
- もしも早坂ひとみが僕のペットだったら･･･ 2 完全版（3月25日、ケイ・エム・プロデュース）[19]
- 完全撮りおろしスーパースター 4時間SPECIAL 2（4月22日、ケイ・エム・プロデュース）オムニバス作品[19]
- VERY BEST OF 早坂ひとみ 2 完全版（4月22日、ケイ・エム・プロデュース）[19]
- 早坂ひとみとnaoのダブルドリームスペシャル（4月22日、レアル・ワークス）[20]
- 先生は僕のもの2 早坂ひとみ 完全版（4月29日、ケイ・エム・プロデュース）[19]
- しごくせんせい 完全版（5月27日、ケイ・エム・プロデュース）[19]
- 地獄責め（6月3日、レアル・ワークス） [20]
- ミリオンスペシャル ベストフレンド 3 完全版（6月17日、ケイ・エム・プロデュース）[19]
- 淫語とマンコでチンポいじめ（6月17日、レアル・ワークス） [20]
- 団地妻 早坂ひとみ 完全版（7月22日、ケイ・エム・プロデュース）[19]
- ボクの彼女（7月22日、レアル・ワークス） [20]
- 恋するハニハメ（8月19日、レアル・ワークス） [20]
- 痴女フルコース 完全版（8月26日、ケイ・エム・プロデュース）[19]
- 超デジモ（9月23日、レアル・ワークス） [20]
- 風俗フルコース 完全版（9月30日、ケイ・エム・プロデュース）[19]
- リアルセックス（10月21日、レアル・ワークス） [20]
- 僕だけのアイドル 女子校生 完全版（10月28日、ケイ・エム・プロデュース）[19]
- 如月カレンと早坂ひとみのダブルドリームスペシャル（11月18日、レアル・ワークス） [20]
- 調教ライブ4時間スペシャル（11月25日、ケイ・エム・プロデュース）[19]
- 24人のカリスマアイドル5（12月16日、ケイ・エム・プロデュース）オムニバス作品[19]
- 小沢菜穂と早坂ひとみのダブルドリームスーパースペシャル（12月16日、レアル・ワークス） [20]
- REAL STARS　早坂ひとみBEST4時間（12月16日、レアル・ワークス） [20]
- 顔は東京 カラダは車中（12月23日、ケイ・エム・プロデュース）[19]

2006年
- 早坂ひとみ引退カウントダウン7 レアル 早坂ひとみ2（1月20日、レアル・ワークス） [20]
- レアルアナル早坂ひとみ引退カウントダウン6 マンコとアナルに同時挿入スペシャル（2月17日、レアル・ワークス） [20]
- 早坂ひとみ引退カウントダウン5 祝初ぶっかけ100発!〜覚悟はしていましたがここまでとはスペシャル〜（3月17日、レアル・ワークス） [20]
- 早坂ひとみ引退カウントダウン4 責め痴女スペシャル（4月21日、レアル・ワークス） [20]
- 引退 小沢菜穂 完全版〜小沢菜穂 故郷に帰る〜（4月28日、ケイ・エム・プロデュース）[19]
- ミリオン・ドリーム（2006年5月1日、ケイ・エム・プロデュース） ※AV OPEN 2006エントリー作品[19]
- 早坂ひとみ引退カウントダウン3 早坂ひとみのファン感謝記念温泉バスツアー（5月19日、レアル・ワークス）[20]
- 早坂ひとみ引退カウントダウン2 緊縛令嬢（6月16日、レアル・ワークス） [20]
- 早坂ひとみ引退カウントダウン1 引退!ありがとう 早坂ひとみ 2枚組4時間（7月21日、レアル・ワークス）※引退作[20]
- ミリオン・ドリーム〜私立ミリ商の天使たち〜 完全版（8月18日、ケイ・エム・プロデュース）[19]

2007年
- ミリオンドリーム2007前編 ミリ商、痴女-1グランプリに出場!（5月3日、ケイ・エム・プロデュース） ※AV OPEN 2007エントリー作品、脱ぎ無し[19]
- ありがとう5周年！デジモで復活！オールスター夢の共演コレクション（7月27日、ケイ・エム・プロデュース MILD-493）全5名
- 24人のカリスマアイドル6（12月17日、ケイ・エム・プロデュース）全24名 [19]

### 映画
- ダーク・ラブ ～Rape～（2008年3月1日公開、ケイ・エム・プロデュース）監督:松村克弥 - 直井加奈 役 [21]
- 秘密潜入捜査官 ワイルドキャッツ in ストリップ ロワイアル（2008年6月28日公開、東映ビデオ）ストリッパー 役 [22]

### オリジナルビデオ
- 新妻飼育 愛はお金で買えるのか？（2004年8月25日、コム・アライアンス）監督:溜池ゴロー - 主演 [23]
- 桃尻三姉妹 愛ってなあに？（2004年10月25日、コム・アライアンス）監督:溜池ゴロー - 主演、共演:沢口あすか 杉浦美由 [24]
- 美人ナース 白衣の遊戯（2005年5月25日、コム・アライアンス）監督:溜池ゴロー - 主演 [25]
- 義姉ひとみ 兄貴に内緒で・・・（2005年7月27日、コム・アライアンス）監督:溜池ゴロー - 主演 [26]
- エロティックな関係 愛と性に関する4つのストーリー（2005年9月28日、BMGジャパン）監督:朝霧浄 - 主演 [27]
- 美人女教師監禁飼育（2005年10月26日、コム・アライアンス）監督:朝霧浄 - 主演 [28]
- 淫乱団地妻 美人妻の危ない情事（2005年12月21日、ビーエムドットスリー）監督:朝霧浄 - 主演 [29]
- シベリア超特急・番外編「欲望列車」/チカンはイカン（2005年12月23日、イーネット・フロンティア）監督:ぼん西田 中田圭  [30]
- ひとみと菜穂の監禁凌辱物語 禁断の関係（2006年1月25日、ビーエムドットスリー）監督:溜池ゴロー - 主演、共演:小沢菜穂 [31]

### イメージビデオ
- FLOWER GIRL（英知出版）
- Eyes（英知出版）
- Cutie Dog 木村智哉×早坂ひとみ
- pride〜蜜桃
- エクスタシー早坂ひとみ

### テレビ
- Peach-Pit 桃のたね（MONDO TV）
- 美女と湯けむり（2009年 MONDO TV）

### 携帯サイト
- アイドルがイッパイ （アイパイ）

## 書籍

### 写真集
- ハナサクムスメ（2001年8月20日、英知出版、撮影：吉田弘之）ISBN 9784754212971
- HITOMI（2002年4月1日、英知出版、撮影：西條彰仁）ISBN 9784754215224
- LOVE× 03（2002年8月3日、バウハウス、撮影：野沢真）ISBN 9784894614864
- ぼくのいもうと。　（2003年3月1日、ぶんか社、撮影：斉木弘吉）ISBN 9784821125128
- KARAMI 16　（2003年5月10日、三和出版、撮影：横山こうじ）ISBN 9784883569649
- KARAMI 24　（2004年10月10日、三和出版、撮影：郡司大地）ISBN 9784776900474
- ありがとう　（2006年8月1日、双葉社、撮影：高橋生建）ISBN 4-575-29916-2